# Brioche aux griaudes
Une brioche aux griaudes ou pompe aux grattons, dans la cuisine du centre de la France, est un pain, une tarte ou une brioche incorporant des grattons. C'est une spécialité bourbonnaise.
Le pan de chicharrónes, dans les cuisines argentine et uruguayenne, est un pain à base de farine de blé incorporant des restants de bœuf et du suif. Aux États-Unis, le crackling bread est un pain de maïs incorporant des grattons.

## Dans la littérature américaine
Le pain aux cretons (crackling bread) est mentionné dans le roman Ne tirez pas sur l'oiseau moqueur. Il s'agit de l'en-cas préféré de la narratrice, Scout. Calpurnia, la cuisinière de la famille, le prépare pour Scout après son premier jour d'école. « Ce n'était pas souvent qu'elle faisait du crackling bread, elle disait qu'elle n'avait jamais le temps, mais comme nous étions tous les deux à l'école [les enfants], la journée avait été facile pour elle. Elle savait que j'aimais le crackling bread. » Calpurnia et Scout s'étaient disputées pendant le déjeuner et pour essayer de réparer le lien entre elles, la cuisinière avait préparé ce plat.